# Liesel Schumann
Elisabeth "Liesel" Schumann (född Sireni), född 10 augusti 1907,, död 1967, var en tysk friidrottare med kastgrenar som huvudgren. Schumann var en pionjär inom damidrott, hon blev guldmedaljör vid den tredje damolympiaden 1930.

## Biografi
Elisabeth Schumann föddes 1907 i västra Tyskland. När hon började med friidrott gick hon med i idrottsföreningen Essener Turnerbund Schwarz-Weiß eV i Essen, hon tävlade för klubben under hela sin aktiva tid. Hon tävlade främst i spjutkastning men även i kulstötning.
Den 11 juli 1926 satte hon (inofficiellt) Europarekord i spjutkastning vid tävlingar i Köln, den 3 juli 1928 förbättrade hon rekordet vid tävlingar i Hamborn. Den 8 augusti 1930 satte hon (inofficiellt) världsrekord med 42,32 meter vid tävlingar i Prag.
Schumann deltog i flera tyska mästerskap, hon tog guldmedalj i spjutkastning vid tävlingar i Weimar 19–20 augusti 1933, och kom på silverplats vid mästerskapen 1930, 1931 och 1932.
Schumann deltog vid den tredje damolympiaden 6–8 september 1930 i Prag, under idrottsspelen vann hon guldmedalj i spjutkastning.
Kring 1938 drog hon sig tillbaka från tävlingslivet, Schumann dog 1967.